# Kayapa
Kayapa (Bayan ng  Kayapa) es un municipio filipino de tercera categoría perteneciente a  la provincia de Nueva Vizcaya en la Región Administrativa de Valle del Cagayán, también denominada Región II.

## Geografía
Tiene una extensión superficial de 482.90 km² y según el censo del 2007, contaba con una población de 20.806 habitantes y 3.506 hogares; 21.453 habitantes el día primero de mayo de 2010

### Barangayes
Kayapa se divide administrativamente en 30 barangayes o barrios, 29 de  carácter rural, siendo solamente la población, Pampang, de carácter urbano:
| - Acacia - Amilong Labeng - Ansipsip - Baan - Babadi - Balangabang - Banao - Binalian - Besong - Cabalatan-Alang - Cabanglasan - Kayapa, propiamente dicho, del Este - Kayapa, propiamente dicho, del Oeste - Mapayao - Nansiakan | - Pampang (Población) - Pangawan - Pinayag - Pingkian - San Fabián - Talecabcab - Tubongan - Alang-Salacsac - Balete - Buyasyas - Cabayo - Castillo, pueblo. - Latbang - Lawigan - Tidang, pueblo. |

## Política
Su Alcalde (Mayor) es Alberto John D. Balaysa

## Fiestas locales
- El festival Owag Shi Kayapa se celebra todos los años entre los día 27 y 29 del mes de enero.
- Fiesta patronal en honor de San José el día 19 de marzo.[5]

## Historia
La fundación de Kayapa data del año  1754 cuando el comandante español Dovilla establece un gobierno para difundir la fe católica entre las tribus de la comarca, concretamente los Alagots, segundo descendientes de Bomangi y Owac, y los descendientes en tercera generación Kalahan, Ibaloi , Ilo-o y Karao que se asentaron en el fértil valle en Kayapa, formado etimológicamente a partir de los vocablos árbol Kalabao (naranjo) y Yapa (valle).
Durante casi dos siglos, Kayapa forma parte de la provincia de Pangasinan, pasando en  1881 a formar parte de la provincia de La Montaña, hoy Benguet.
Se produce la concentración de los igorrotes, que han sido cazadores de cabezas, y su reducción bajo el dominio de los frailes españoles, quienes gobernaron el territorio. Algunos resentidos huyeron a las montañas para unirse a las fuerzas insurgentes de Emilio Aguinaldo en el año 1900.
El 26 de mayo de 1903 la Comandancia de Kayapa fue anexionada a Benguet.
Entre los años 1901 y 1904, Kayapa forma parte del municipio de Tayug en Pangasinan.
A partir del 1 de enero de 1913 volvió a formar parte de Benguet, en la provincia de La Montaña.
El 23 de enero de 1915, durante la ocupación norteamericana, la antigua Comandancia de Kayapa, excepto los territorios situados en la cuenca del río Agno, pasan a integrarse en la provincia de Nueva Vizcaya.
Finalizada la Segunda Guerra Mundial, Kayapa se dividió en dos municipios: Pingkian y Kayapa. El 5 de diciembre de 1950 Castillo M. Tidang, Sr., fue elegido alcalde y durante su mandato el municipio de Pingkian se fusionó con el municipio de Kayapa, situación administrativa que perdura hasta el día de hoy.